# Cosmocampus hildebrandi
Cosmocampus hildebrandi és una espècie de peix marí de la família dels singnàtids i de l'ordre dels singnatiformes present al sud i l'oest de Florida als Estats Units). Va ser descrit per l'ictiòleg estatunidenc Earl S. Herald el 1965. Va rebre el nom hildebrandi en honor de l'ictiòleg Samuel Frederick Hildebrand (1883-1949) que va descobrir que el holotip era diferent d'altres Syngnathinae americans.
És un peix marí de clima tropical. Els adults poden assolir fins a 10 cm de longitud. És ovovivípar i el mascle transporta els ous en una bossa ventral que és a sota de la cua.